# Centro belga del fumetto
Il Centro belga del fumetto (in francese: Centre belge de la bande dessinée, neerlandese: Belgisch Centrum voor het Beeldverhaal) è un museo di Bruxelles dedicato al mondo dei fumetti. Il centro viene anche familiarmente chiamato cébébédé (cioè CB-BD: in francese BD, letto bédé sta per bande dessinée, cioè "fumetto").
La sua sede si trova in Rue des Sables/Zabelstraat 20, in un edificio Art Nouveau realizzato nel 1906 da Victor Horta per ospitare i grandi magazzini di tessuti Waucquez. La scelta dell'edificio è particolarmente felice in quanto il fumetto e l'art nouveau nascono più o meno contemporaneamente. Dopo un completo restauro, il Centre belge de la bande dessinée ha aperto le porte nel 1989.
Oltre alle sale del museo, che ospitano un'esposizione permanente del fumetto belga, è presente anche una sala di lettura stipata di 30.000 titoli in quindici lingue diverse.

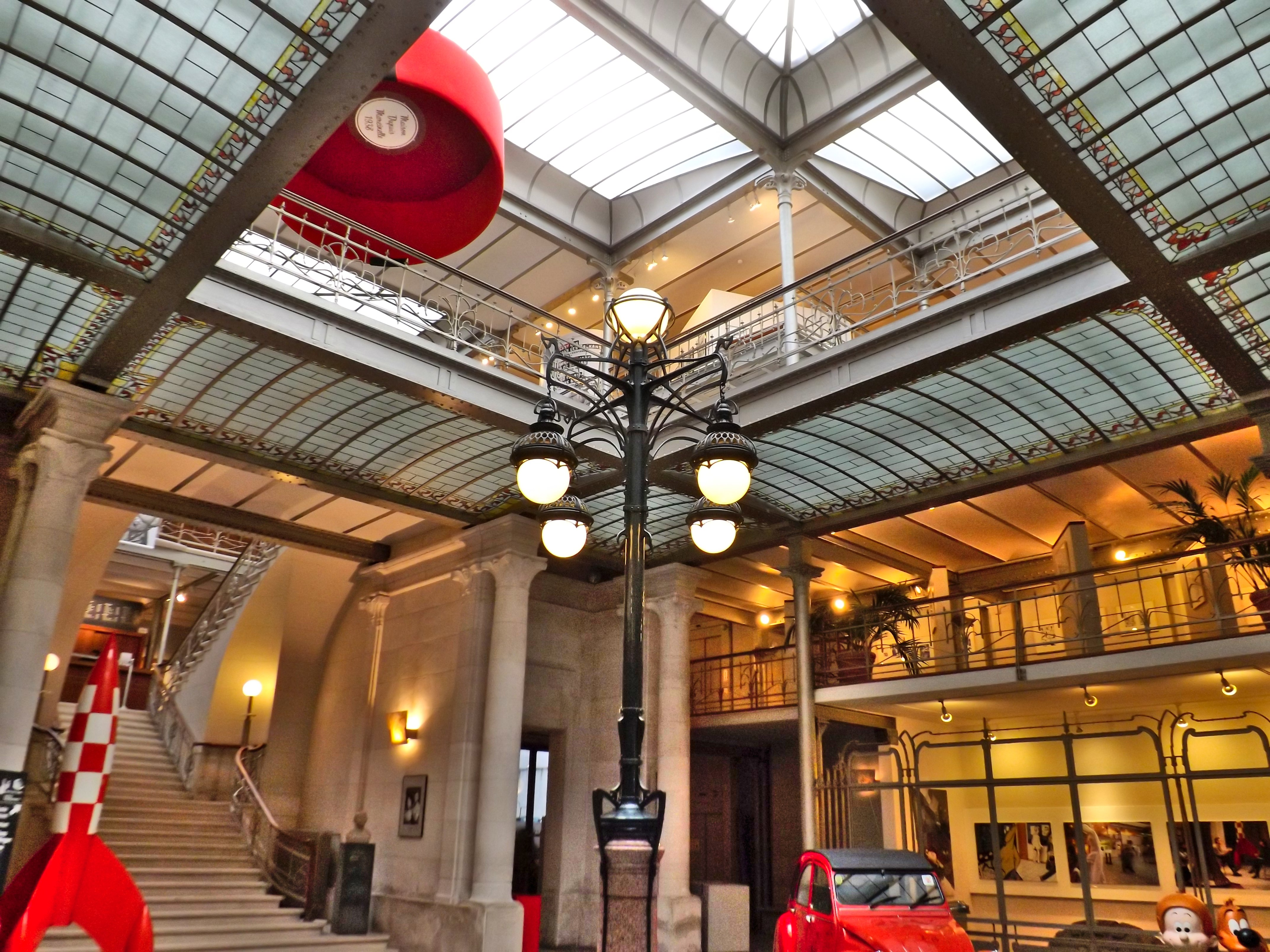
La Sala d'ingresso.
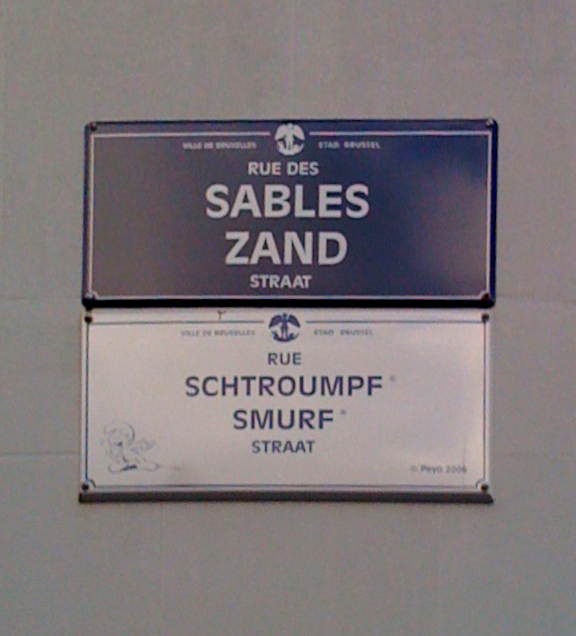
Targa immaginaria della Rue Schtroumpf, cioè "la via Puffi".
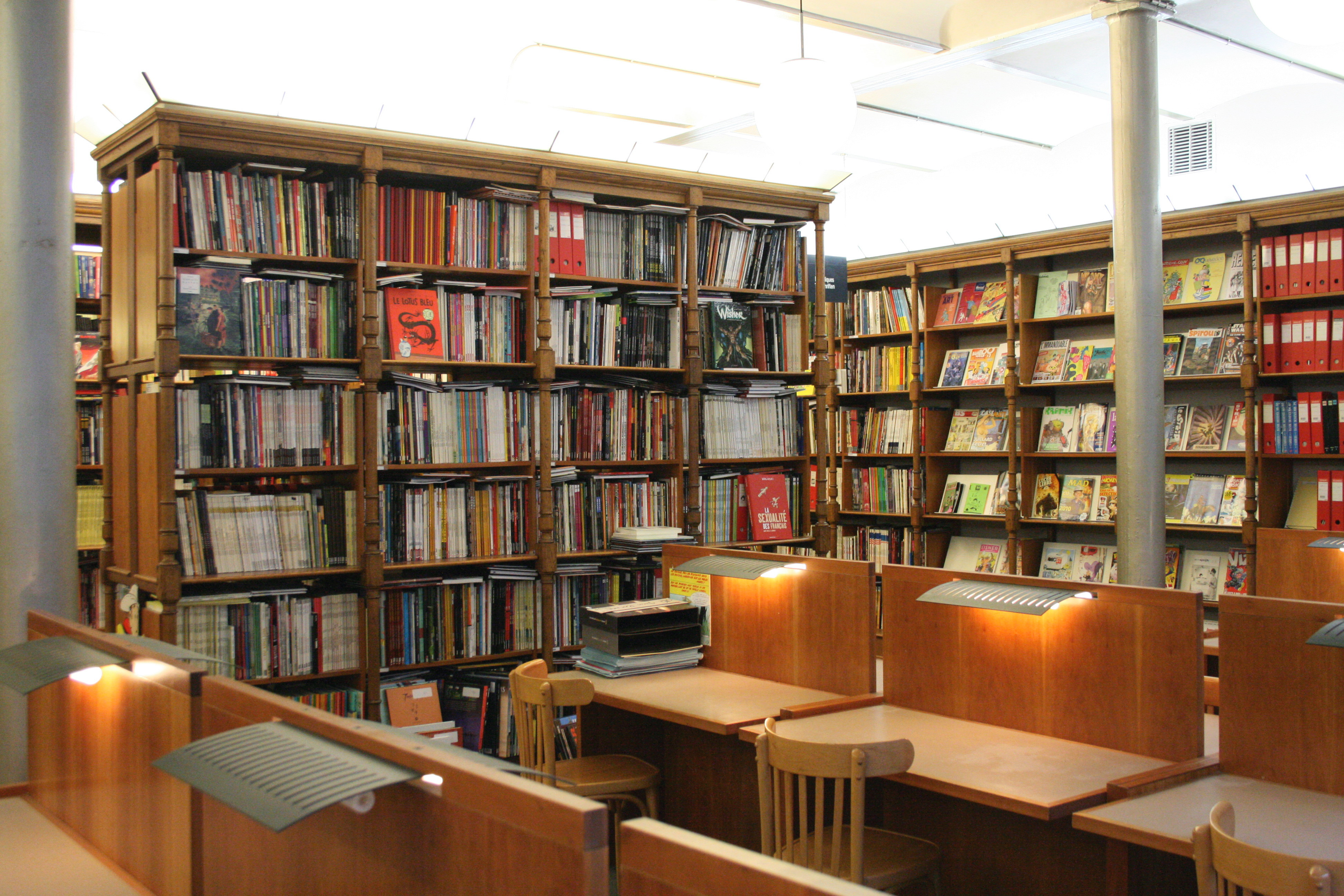
La Biblioteca.
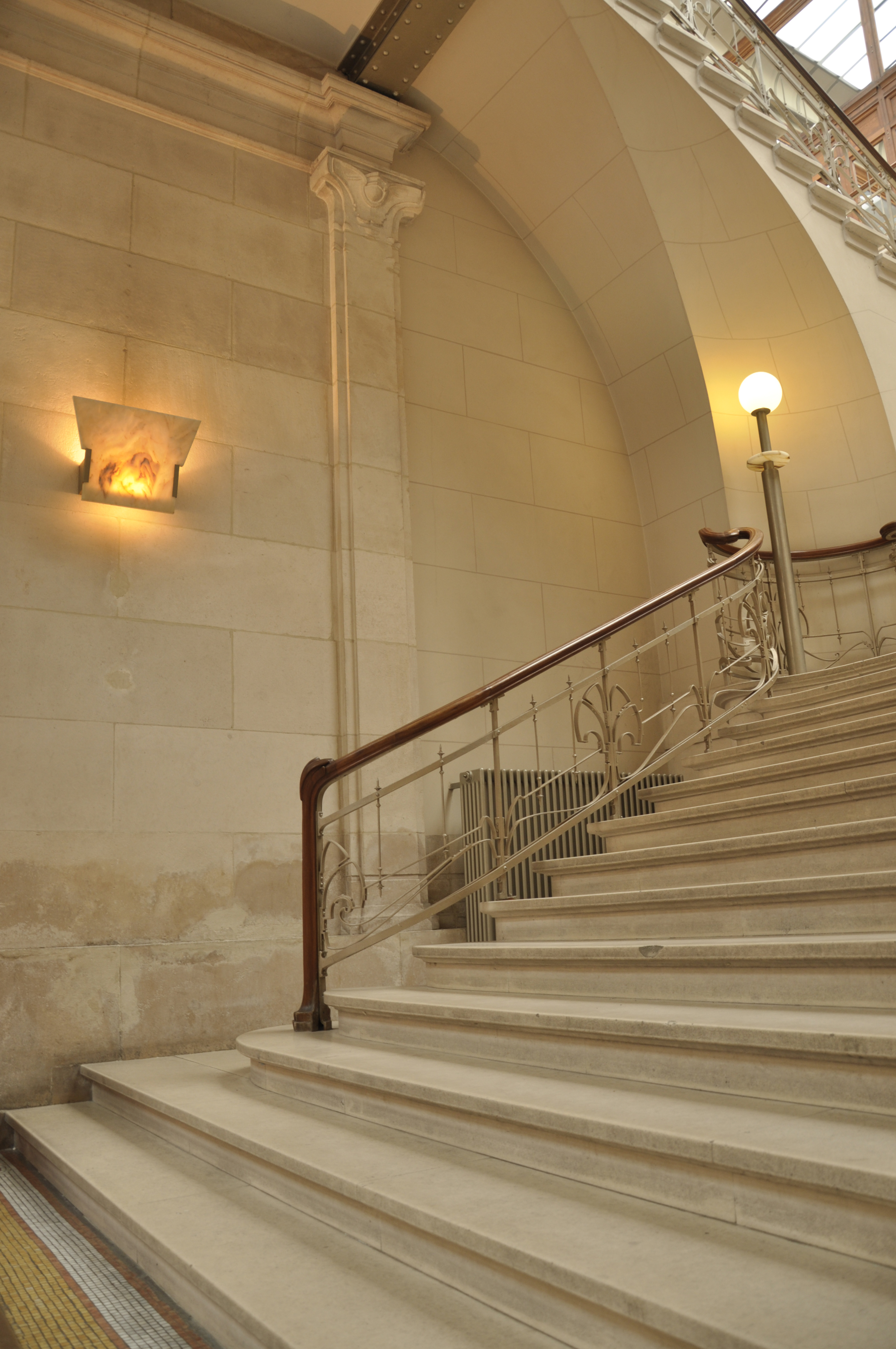
La scalinata d'ingresso.
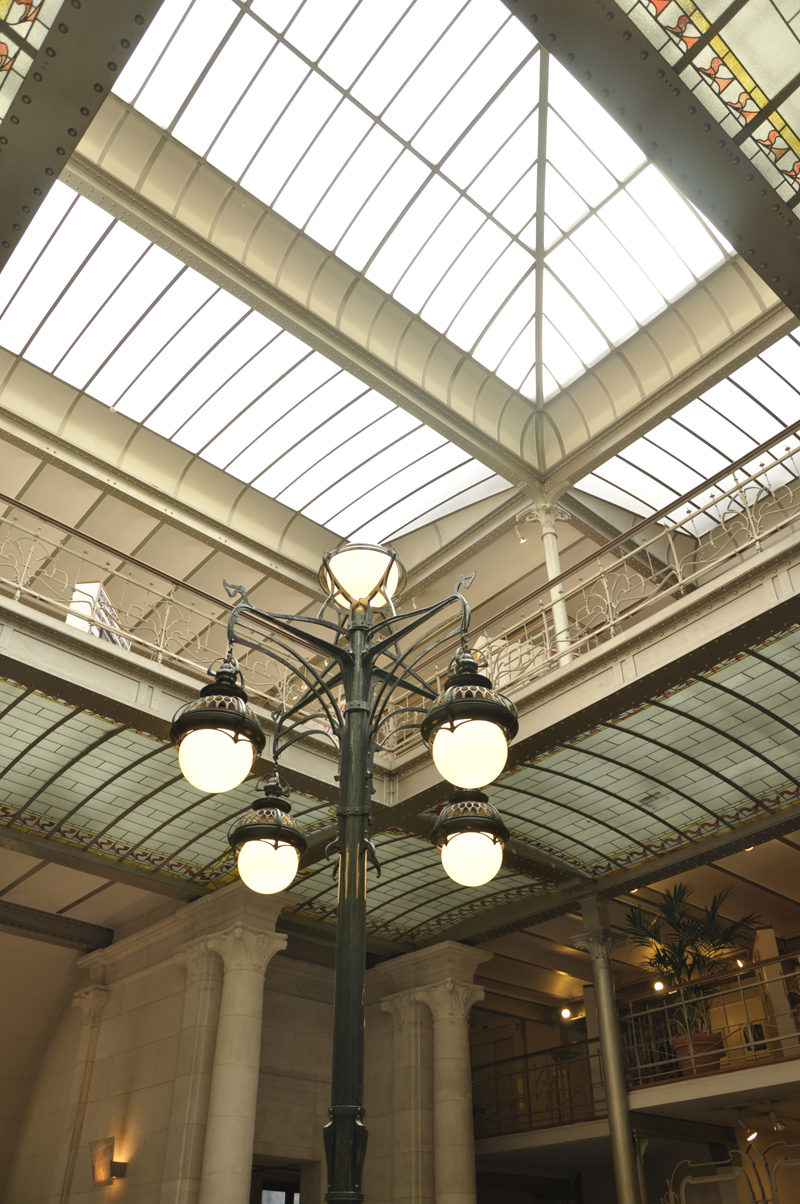
Illuminazione dal tetto in vetro.
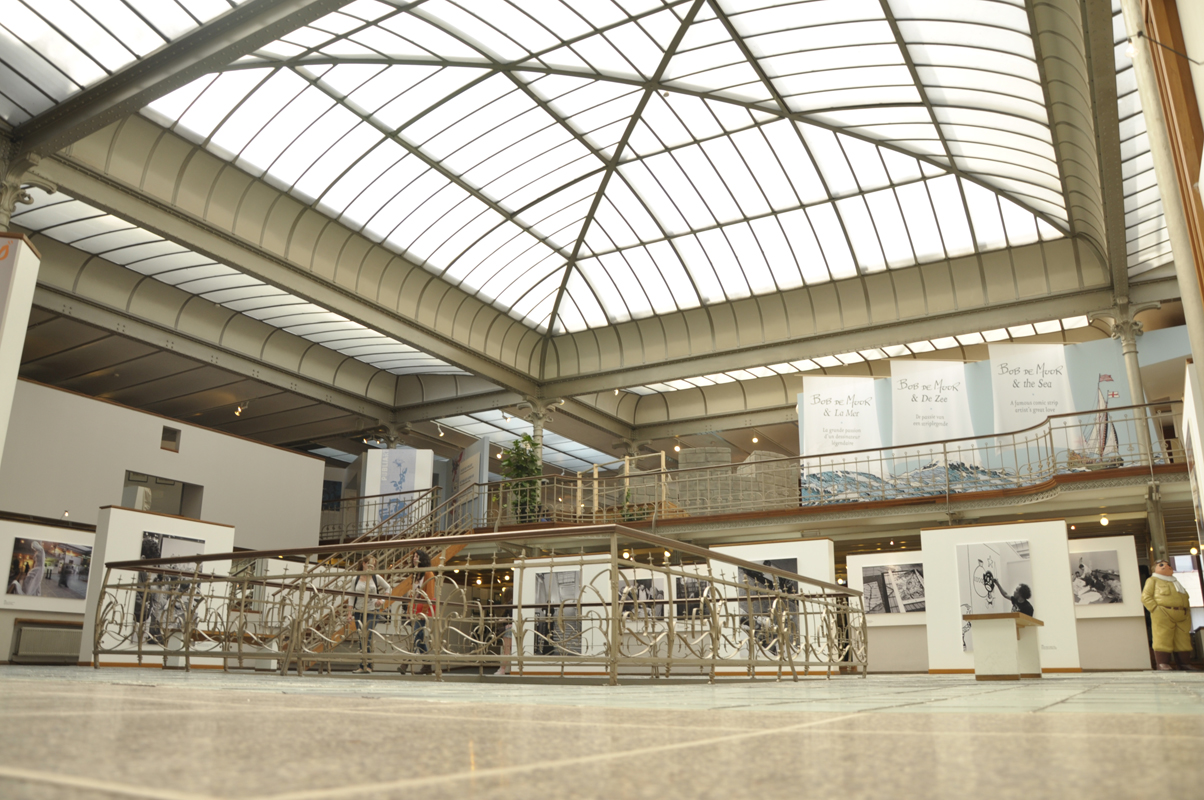
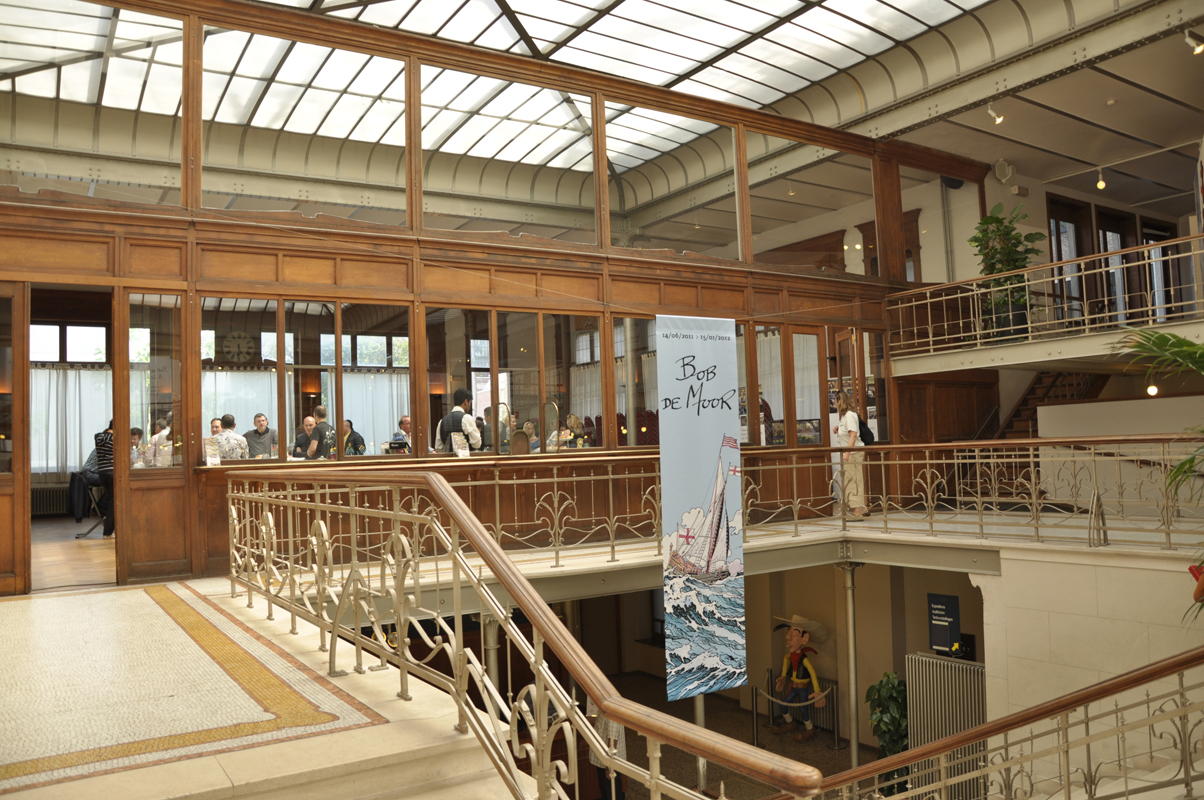
Secondo piano.
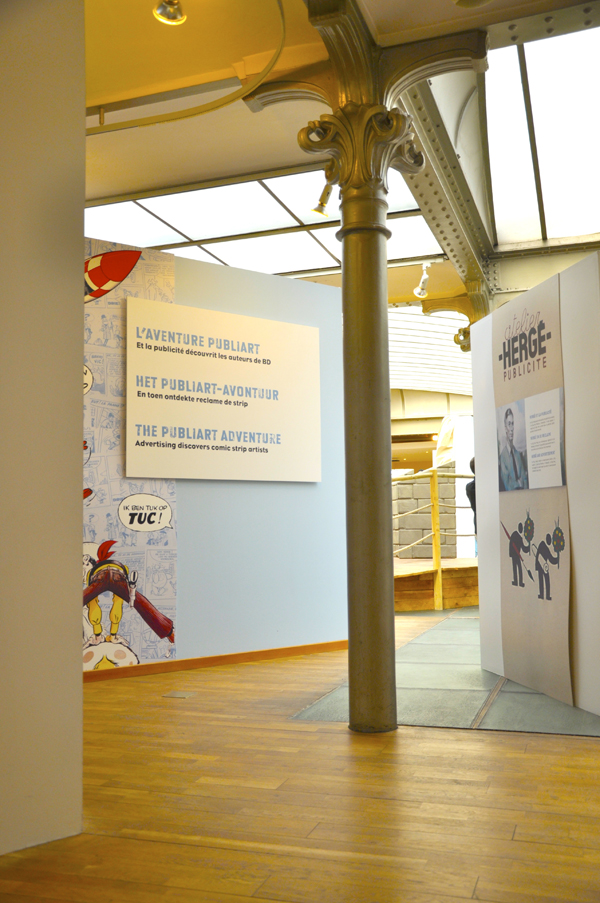
Spazio Publiart.